# Antimonaat
In de chemie is een antimonaat een verbinding waarin naast antimoon- ook aan antimoon gebonden zuurstof-atomen voorkomen, {\displaystyle {\ce {SbO4^{3-}}}} is een voorbeeld. Antimoon heeft hierin oxidatiegetal +5. De verbindingen kunnen beschouwd worden als zouten van de hypothetische zuren antimoonzuur {\displaystyle {\ce {(H3SbO4)}}} en pyro-antimoonzuur {\displaystyle {\ce {(Sb2O7^{4-})}}} of als mengsels van metaaloxides en antimoonpentoxide, {\displaystyle {\ce {Sb2O5}}}.
Vanuit historisch oogpunt bezien werden antimonaten beschowd als analogen van de fosfaten en formules als {\displaystyle {\ce {LiSbO3.3H2O}}} en {\displaystyle {\ce {Na2H2Sb2O7.5H2O}}} werden gebruikt om de stoffen te beschrijven. Ze werden respectievelijk geklassificeerd als meta- en pyro-antimonaten. Met de mogelijkheden die röntgendiffractie bood, werd duidelijk dat {\displaystyle {\ce {LiSbO3.3H2O}}} geschreven moet worden als {\displaystyle {\ce {LiSb(OH)6}}} met het anion {\displaystyle {\ce {Sb(OH)6^{-}}}}. De natriumverbinding blijkt met een vergelijkbare formule geschreven te moeten worden als {\displaystyle {\ce {NaSb(OH)6}}}.
Hieronder zijn een aantal voorbeelden verzameld van antimonaten en de structuur van die verbindingen:
| - {\displaystyle {\ce {Li3SbO4}}}                                       |  | Lithiumantimonaat    |  | Een natriumchloride superstructuur met eenheden {\displaystyle {\ce {Sb4O16^{12-}}}}                                                                                         |
| - {\displaystyle {\ce {NaSbO3}}}                                        |  | Natriumantimonaat    |  | Ilmeniet-structuur met een hexaganole dichtste bolstapeling van zuurstof-atomen. De natriuum- en antimoon-atomen bezetten ieder een derde van de octaedrische holtes daarin. |
| - {\displaystyle {\ce {Mg(SbO3)2}}}                                     |  | Magnesiumantimonaat  |  | De structuur komt overeen met die van rutiel, met dien verstande dat er twee verschillende kationen in het rooster voorkomen.                                                |
| - {\displaystyle {\ce {AlSbO4}}}                                        |  | Aluminiumantimonaat  |  | De structuur komt overeen met die van rutiel, de kationen zijn willekeurig in het rooster verdeeld.                                                                          |
| - {\displaystyle {\ce {Pb2Sb2O7}}}                                      |  | Loodantimonaat       |  | De verbinding is ook bekend onder de naam Napels geel en heeft de structuur van pyrochloor.                                                                                  |
| - {\displaystyle {\ce {Ca2Sb2O7}}}                                      |  | Calciumantimonaat    |  | De verbinding heeft de structuur van weberiet. |
| - {\displaystyle {\ce {FeSbO4}}} of {\displaystyle {\ce {Fe2O3.Sb2O5}}} |  | IJzer(III)antimonaat |  | De verbinding heeft de structuur van rutiel. |

## Chemische nomenclatuur
De IUPAC-regels geven aan dat verbindingen van anionen met antimoon(V) beschreven worden als antimonaat(V) ofwel als antimonaat, gevolgd door de lading van het ion. Zo wordt het ion {\displaystyle {\ce {Sb(OH)6^{-}}}} ofwel benoemd als hexahydridoxidoantimonaat(V) ofwel als hexahydroxidoantimonaat(1−).